# Sybren Polet
Œuvres principales
- Breekwater (1961)
- Mannekino: eine realistische Fabel (1969)

Sybe Minnema, plus connu sous le nom de plume de Sybren Polet, né le 19 juin 1924 à Kampen et mort le 19 juillet 2015 à Amsterdam, est un écrivain et poète néerlandais.

## Prix
- 1959 : Jan Campert Prize
- 1959 : Poëzieprijs
- 1972 : Herman Gorterprijs
- 1973 : Busken Huetprijspourr
- 2003 : prix Constantijn Huygens pour l'intégralité de son œuvre
- 2005 : Dirk Martensprijs